# Orthosia unicolor
Orthosia unicolor là một loài bướm đêm trong họ Noctuidae.